# Marien van Staalen
Marien van Staalen (1947) is een Nederlands cellist en dirigent.
Van Staalen studeerde aan het Conservatorium van Amsterdam: cello bij Jean Decroos, continuo bij Ton Koopman en orkestdirectie bij Joop van Zon.
Daarna had hij nog privéles van de dirigenten Kirill Kondrasjin en David Zinman.
Van Staalen is eerste solocellist van het Rotterdams Philharmonisch Orkest. Hij is actief in de kamermuziek in het Nederlands Strijksextet en het Robert Schumann Trio, welke beide ensembles hij ook opgericht heeft. Verder vormt hij een vast duo met de Belgische pianist Jozef De Beenhouwer. 
Van Staalen is hoofdvakdocent cello aan het Rotterdams Conservatorium en aan het Koninklijk Conservatorium in Den Haag.
Hij is dirigent en artistiek leider van Concerto Rotterdam en als dirigent verbonden aan het amateurstrijkorkest het Amstel Strijkers Ensemble in Amsterdam.
Hij was zowel als cellist en als dirigent betrokken bij een groot aantal CD-opnamen met muziek van onder andere Sergej Rachmaninov, Johann Sebastian Bach, Antonio Vivaldi, Wolfgang Amadeus Mozart, Felix Mendelssohn en Léon Orthel. 
- International Standard Name Identifier: 0000 0001 3090 2601
- Library of Congress Control Number: no2012010954
- MusicBrainz: ae89365f-2dc9-450f-9277-d4924f2a8050
- Virtual International Authority File: 226771939
- WorldCat: E39PBJqBvHQKgMxCQ4cJtd4g8C